# Rex Airlines
Regional Express Pty. Ltd., operante come Rex Airlines (e come Regional Express sulle rotte regionali), è una compagnia aerea australiana con sede a Mascot, New South Wales. Opera servizi di linea regionali e nazionali. È la più grande compagnia aerea regionale australiana al di fuori delle compagnie del gruppo Qantas e serve tutti i sei stati dell'Australia.

## Storia
La compagnia aerea venne fondata nel 2002 quando il consorzio Australiawide Airlines (costituito da ex dipendenti di Ansett Australia) acquisì Hazelton Airlines e Kendell Airlines, prima di fondere le società e iniziare le operazioni come Rex nell'agosto 2002. Nel 2005, Australiawide Airlines venne ribattezzata Regional Express Holdings e parzialmente quotata all'Australian Securities Exchange. Il 30 novembre 2005, Rex annunciò l'acquisizione di Air Link, con sede a Dubbo, un'altra compagnia aerea regionale.
Nell'ottobre 2007, Rex si espanse nel Queensland quando iniziò le operazioni tra Brisbane e Maryborough. Ciò esacerbò un problema esistente all'interno della compagnia di non avere abbastanza piloti per i suoi voli (a causa dell'espansione delle compagnie aeree più grandi, in particolare Jetstar e Virgin Blue), e Rex sospese le operazioni da Brisbane (e da Sydney a Cooma durante la "bassa stagione" estiva per questa rotta verso i campi da sci del NSW) nel novembre 2007. Per fornire una soluzione a medio termine alla carenza di piloti, Rex annunciò l'intenzione di istituire un programma di addestramento al volo.
Nel novembre 2015, Rex ha annunciato la ripresa dei servizi per il le montagne del Nuovo Galles del Sud in collaborazione con Snowy Mountains Airport Corporation, con la ripresa dei voli nel marzo 2016. Nel dicembre 2015, Rex ha annunciato che avrebbe iniziato le operazioni nell'Australia occidentale nel febbraio dell'anno successivo dopo essere stata selezionata dal governo dell'Australia occidentale come operatore di rotte RPT regolamentate dopo una procedura di gara. Inizialmente operando tra Perth e Albany ed Esperance, nel luglio 2018 le operazioni si sono espanse per includere Carnarvon e Monkey Mia.
A partire dal 6 aprile 2020, Rex ha ridotto in modo significativo tutti i suoi servizi regionali a causa della pandemia di COVID-19, continuando a offrire solo servizi sovvenzionati dal governo all'interno del Queensland e dell'Australia occidentale e un volo a settimana tra tutte le 54 comunità regionali e remote all'interno della sua rete di rotte. I servizi tra cui Adelaide per Port Augusta, Sydney per Newcastle e Sydney per Armidale furono sospesi.
Nel giugno 2020, Rex ha annunciato l'interesse ad espandersi nel mercato delle compagnie aeree nazionali, con l'intenzione di iniziare le operazioni nel 2021 tra Sydney, Melbourne e Brisbane. Rex ha noleggiato sei Boeing 737-800 precedentemente utilizzati da Virgin Australia per operare i nuovi servizi, con il primo consegnato a novembre 2020. Le operazioni sono iniziate nel marzo 2021 sulla rotta da Melbourne-Sydney. Sempre nel giugno 2020, Rex ha annunciato di aver stipulato un memorandum d'intesa con ATR per esplorare le opzioni per la sostituzione della flotta di Saab 340 con ATR 42 e ATR 72.

## Flotta

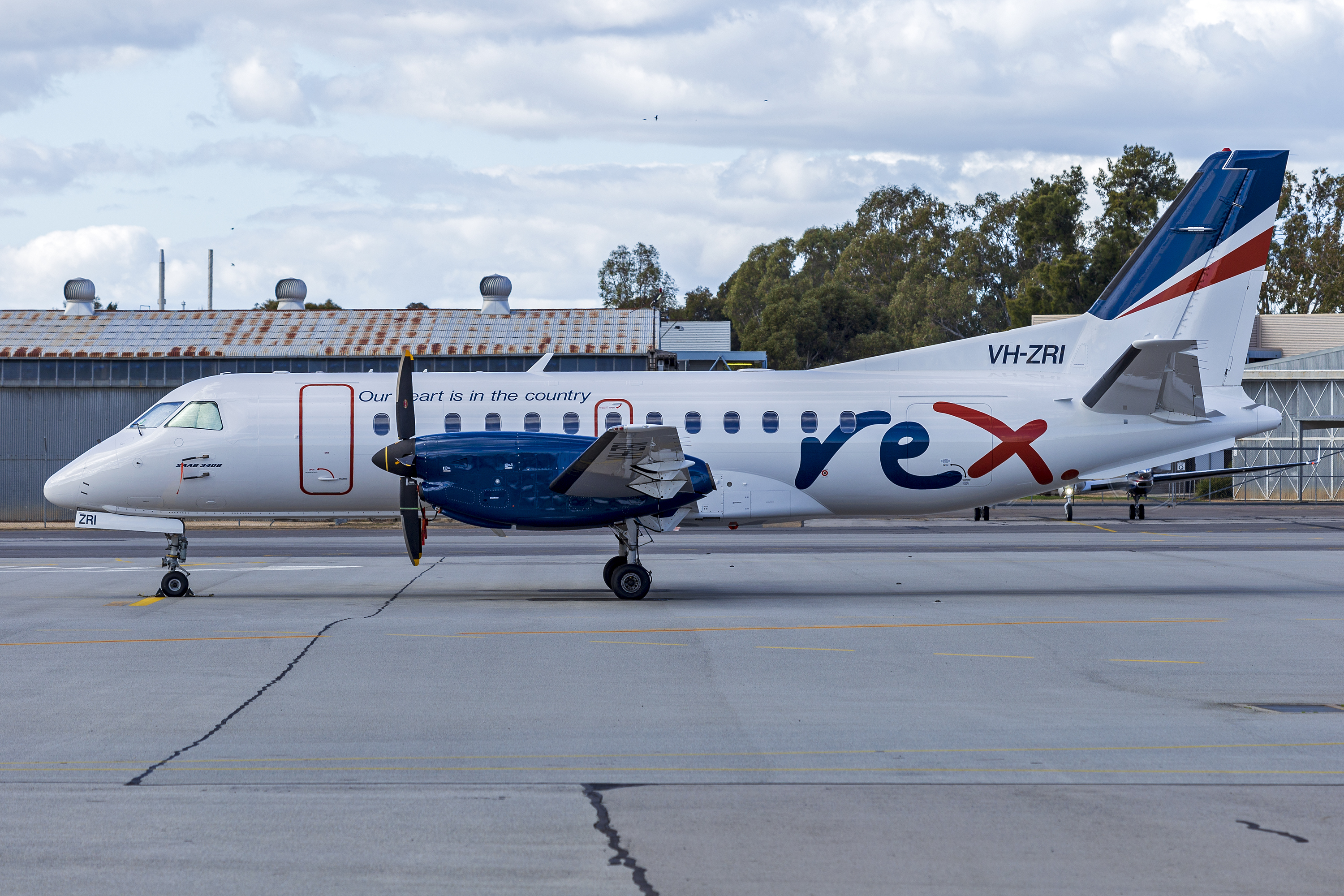
Un Saab 340B.

A dicembre 2022 la flotta di Rex Airlines è così composta: